# Schoenus rhynchosporoides
Schoenus rhynchosporoides är en halvgräsart som först beskrevs av Ernst Gottlieb von Steudel, och fick sitt nu gällande namn av Georg Kükenthal. Schoenus rhynchosporoides ingår i släktet axagssläktet, och familjen halvgräs. Inga underarter finns listade i Catalogue of Life.